# 621 Werdandi
A 621 Werdandi egy a Naprendszer kisbolygói közül, amit August Kopff fedezett fel 1906. november 11-én.